# Keturah Anne Collingsová
Keturah Anne Collingsová (1862–1948) byla britská malířka a fotografka.

## Životopis
Collingsová rozená Beedle se narodila v roce 1862 ve Weston-super-Mare v Anglii. Svou uměleckou kariéru zahájila jako portrétistka a miniaturistka. V roce 1887 se provdala za Arthura Alberta Esmea Collingse (1859-1936). Na konci 19. století asistovala svému manželovi v jeho fotografickém studiu v Brightonu a Hove, než si na počátku 20. století otevřela své vlastní londýnské fotografické studio.
Collingsová pracovala na vytváření portrétů, malovaných i fotografických, až do své smrti v roce 1948 v Londýně. Její práce jsou ve sbírkách National Portrait Gallery v Londýně (jako Keturah Ann Collingsová) a Tate Gallery (jako Keturah Collingsová).

## Galerie

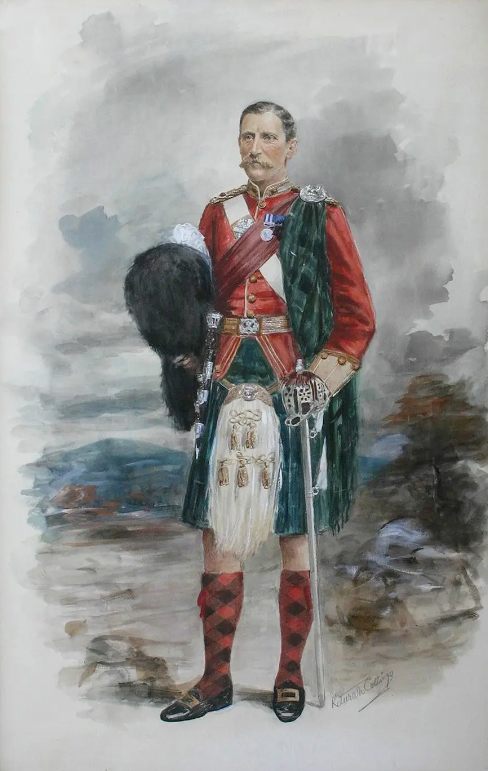
Major Arthur Pain, asi 1882
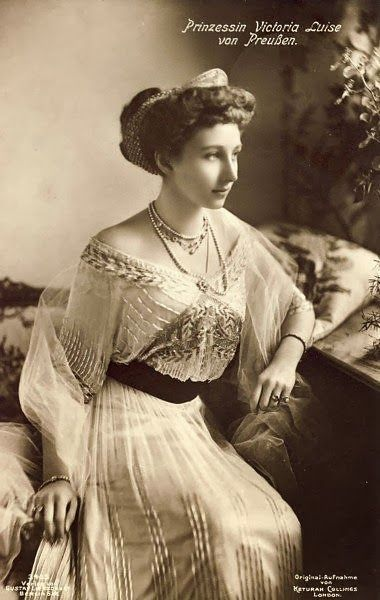
Princezna Viktorie Louise Pruská, vévodkyně z Brunswicku
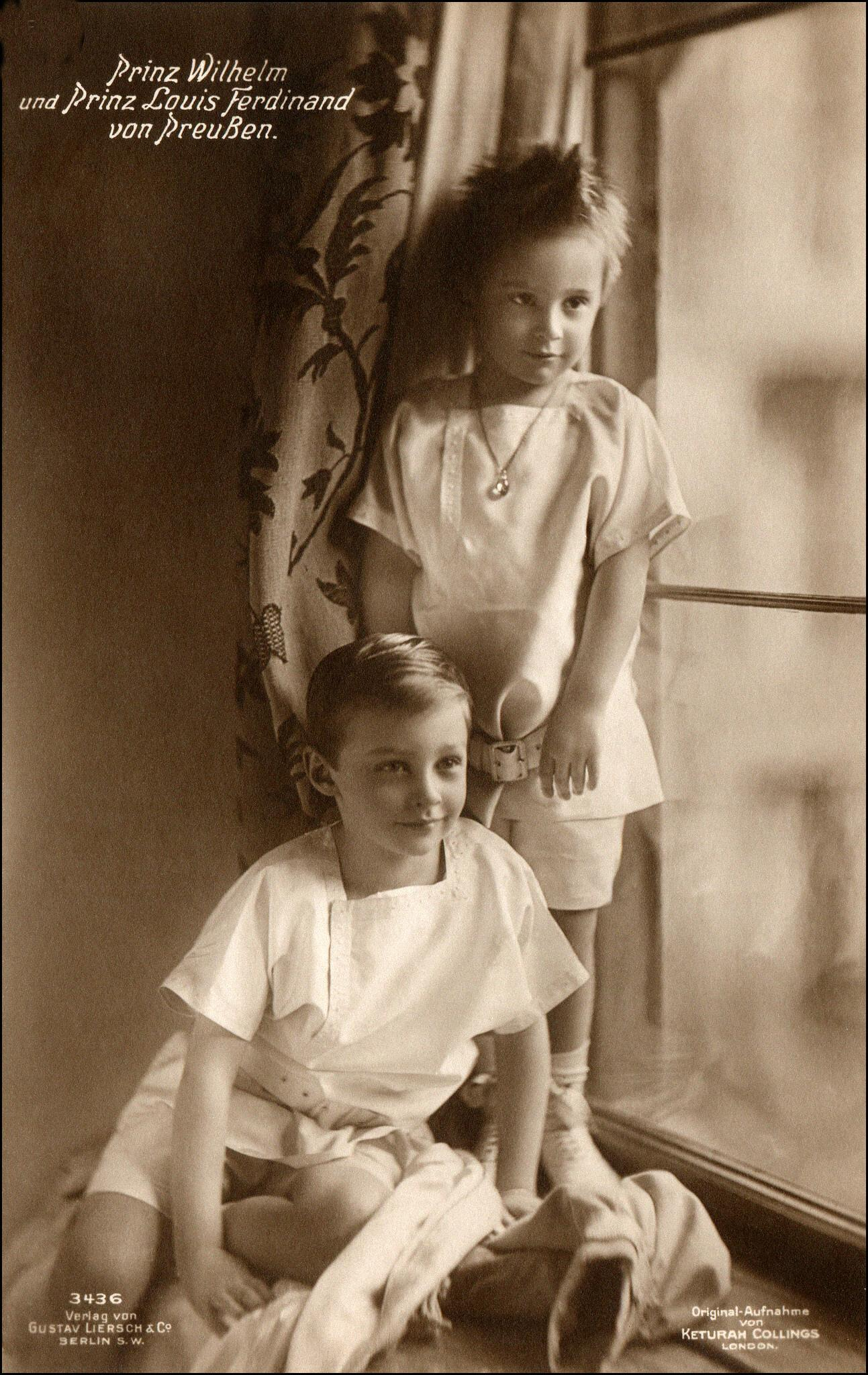
Princové Wilhelm a Louis Ferdinand von Preußen, 1913
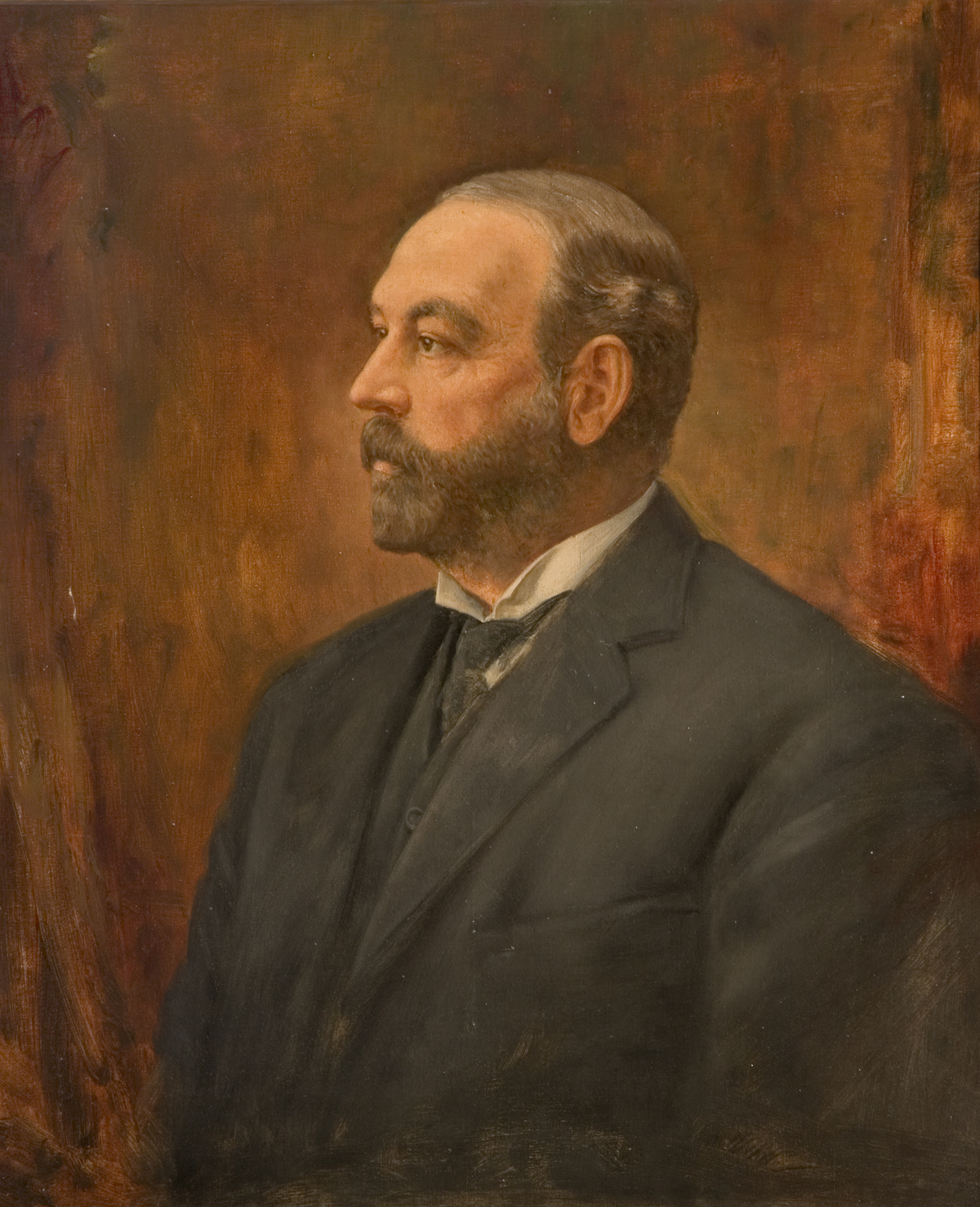
Robert George Paterson, asi 1940
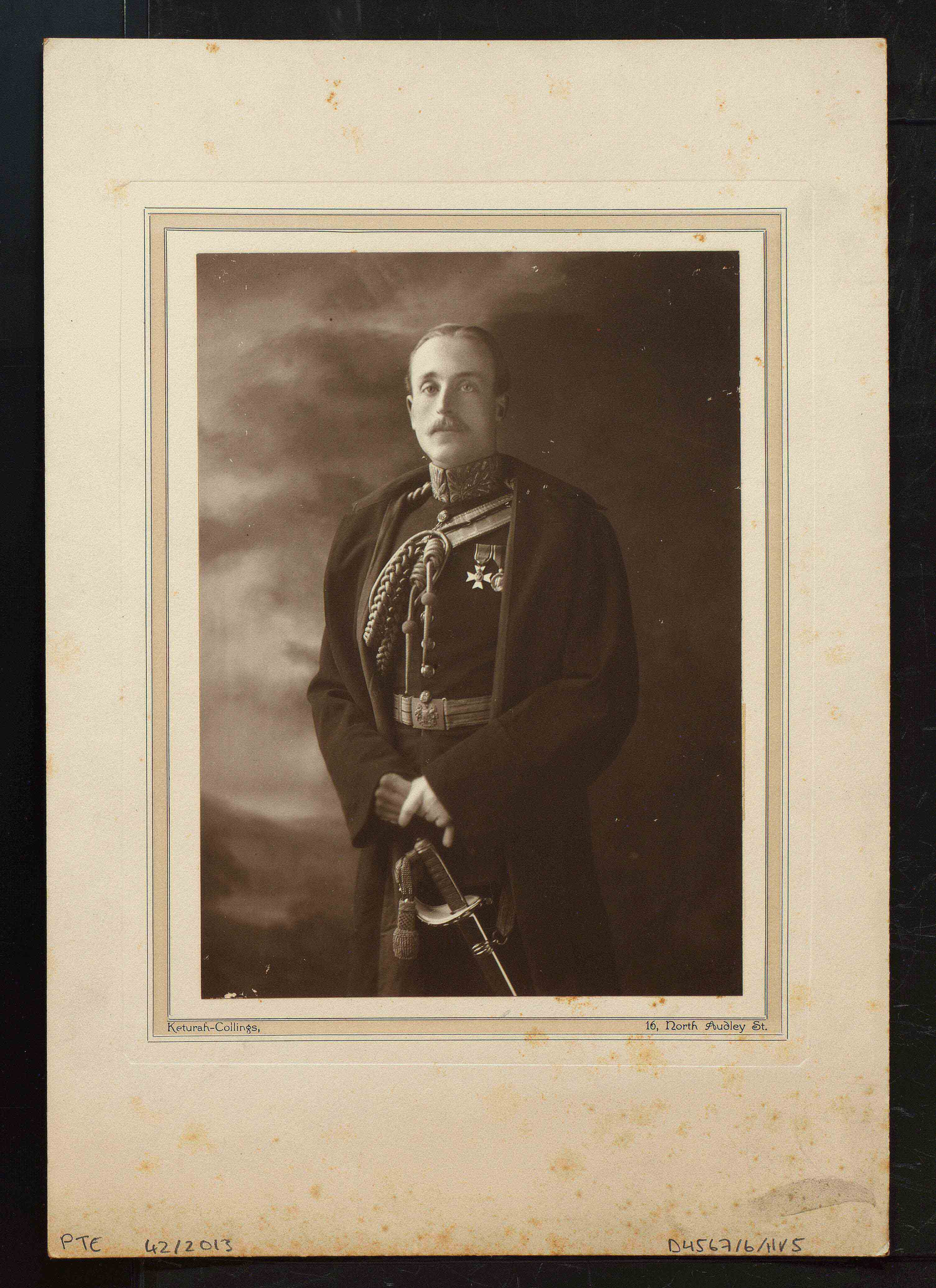
Charles Vane-Tempest-Stewart v uniformě
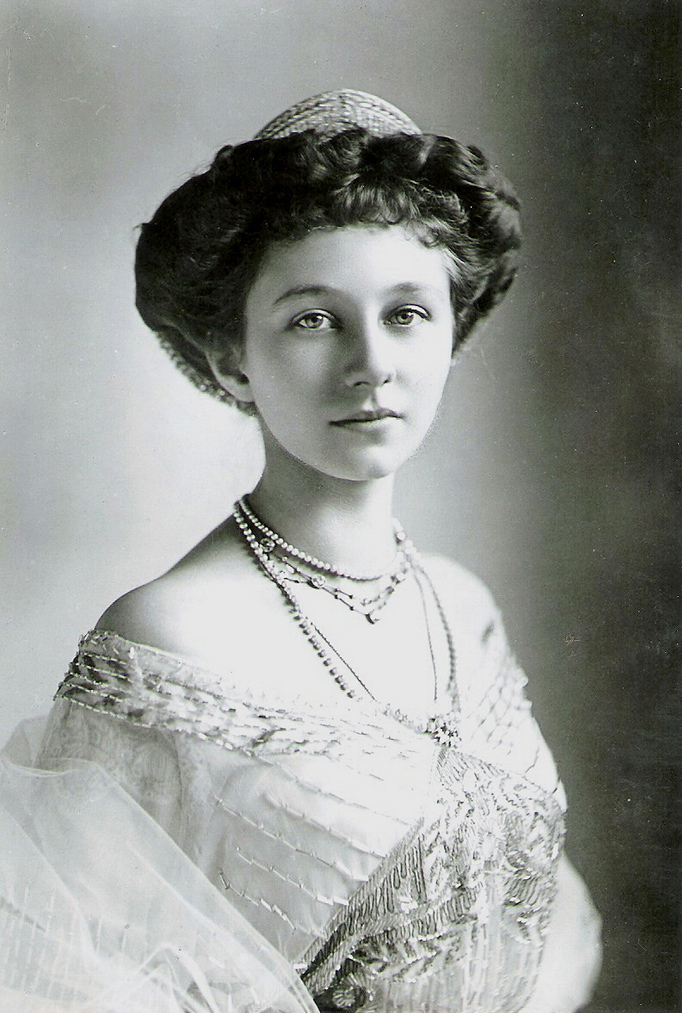
Viktoria Luise Pruská
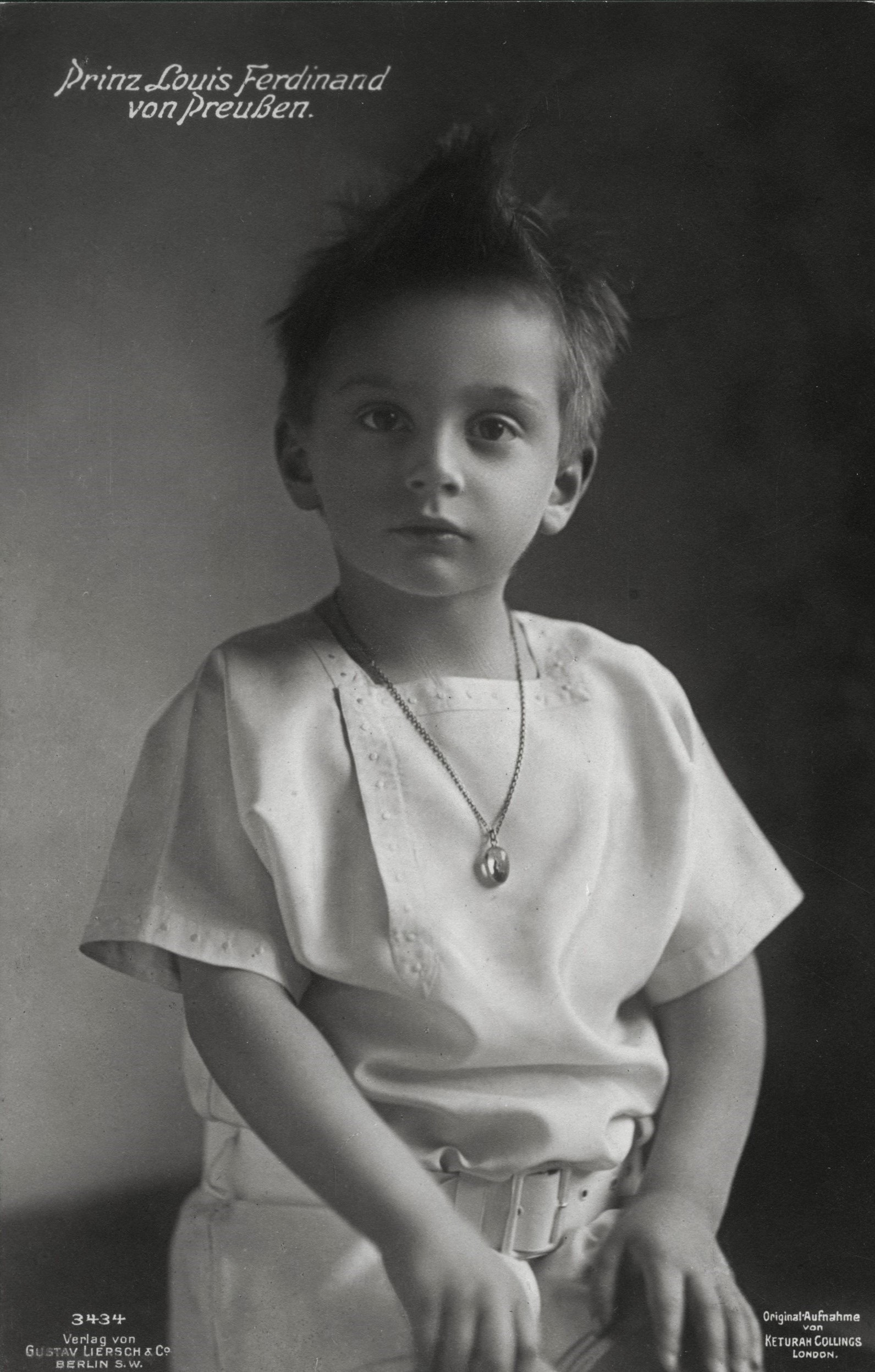
Louis Ferdinand, 1913
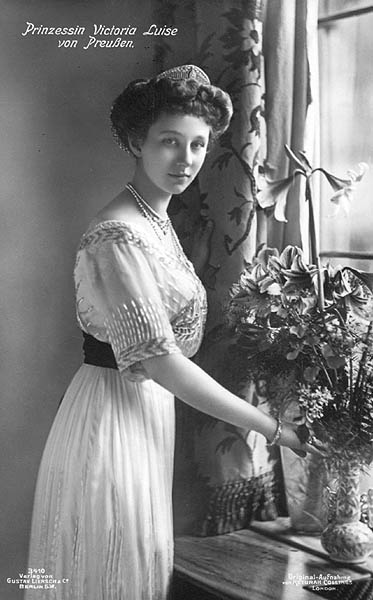
Viktoria Luise Pruská